# Armand-Jean du Plessis, duc de Richelieu

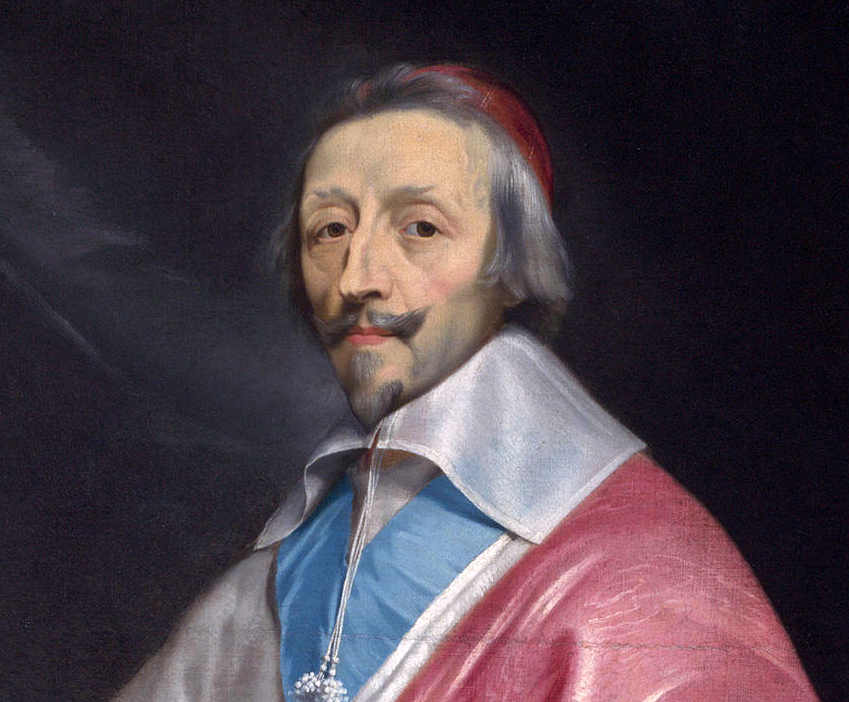
Kardinal Richelieu (gemalt von Philippe de Champaigne, um 1633, National Gallery London).
Richelieus Unterschrift:

Richelieus Kardinalswappen (modernes Schema)

Armand-Jean du Plessis, 1er duc de Richelieu (* 9. September 1585 in Paris; † 4. Dezember 1642 ebenda), kurz Kardinal Richelieu, war ein katholischer französischer Aristokrat, Kirchenfürst und Staatsmann. Von 1624 bis zu seinem Tod war er unter König Ludwig XIII. als Erster Minister (Premier ministre) die bestimmende politische Figur in der französischen Politik.
Das wesentliche innenpolitische Ziel Richelieus war die Stärkung der königlichen Zentralmacht im Sinne des Absolutismus. Dazu bekämpfte er innenpolitisch die Sonderrechte der französischen Protestanten (Hugenotten). Er beließ ihnen 1629 im Gnadenedikt von Alès zwar ihre Religionsfreiheit, nahm ihnen jedoch ihre militärischen Sicherheitsplätze, wodurch die Hugenotten als politischer Machtfaktor ausgeschaltet wurden. Im Dreißigjährigen Krieg ging Richelieu ein Bündnis mit dem protestantischen Schweden ein, um die (katholische) habsburgische Vormachtstellung in Europa zu brechen. Aus denselben Beweggründen unterstützte er auch den Aufstand in Katalonien und in Portugal gegen die habsburgische Zentralmacht in Madrid.
Nach Richelieus Tod regierte Ludwig XIII. nur wenige Monate selbst, bevor er ebenfalls starb. Im Namen seines noch minderjährigen Sohnes Ludwig XIV. teilten sich anschließend sein Bruder Gaston de France, duc d'Orleans, seine Ehefrau Königin Anna und Kardinal Jules Mazarin die Macht.

## Herkunft und Familie

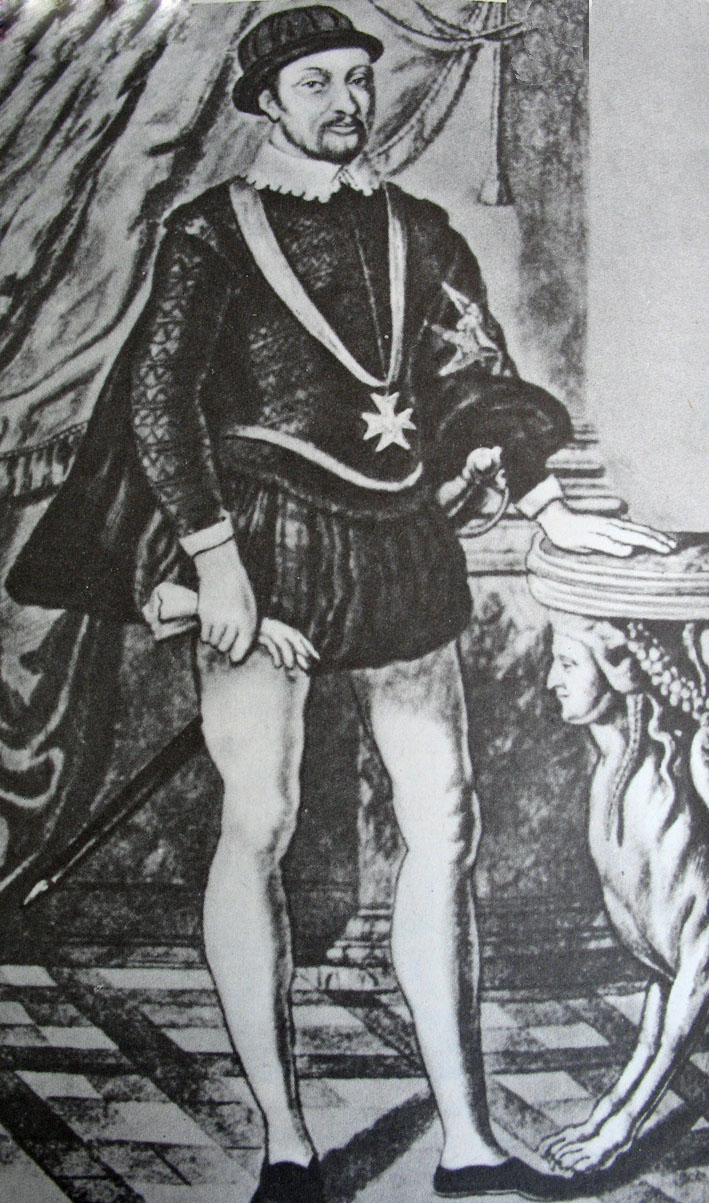
Der Vater: François du Plessis de Richelieu

Armand du Plessis war das fünfte von sechs Kindern und der jüngste von drei Söhnen. Sein Vater, François du Plessis de Richelieu (1548–1590) aus der Familie Le Plessis-Richelieu aus Poitou war Militär und Chef der Garde (grand prévôt); seine Mutter Susanne de La Porte (* 1550) war die Tochter eines Juristen. Sein älterer Bruder war der Kartäusermönch, Erzbischof von Lyon und Kardinal Alphonse-Louis du Plessis de Richelieu. König Heinrich III. belohnte seinen Vater für militärische Verdienste mit dem Posten des Bischofs von Luçon und erlaubte ihm, ihn einem Sohn zu übertragen.

## Studium in Paris
Als Richelieu sechs Jahre alt war, verstarb der Vater im Krieg der Katholischen Liga gegen den Hugenottenkönig Heinrich IV. Mit neun besuchte er das Collège de Navarre in Paris. Nach dem Abschluss begann er eine Militärausbildung und wechselte zur Theologie, als sein älterer Bruder, Alphonse-Louis du Plessis de Richelieu (1582–1653) das Amt des Bischofs von Luçon nicht an- und in den Kartäuserorden eintrat.

## Kirchliche Karriere

### Weihe zum Bischof von Luçon
Mit 21 wurde er im April 1607 von Papst Paul V. zum Bischof von Luçon geweiht, danach promovierte er in Paris. 1608 kehrte er zurück und konsolidierte seine Diözese nach den Wirren der Hugenottenkriege (1562–1598). Er setzte die Beschlüsse des Konzils von Trient um.

### Freundschaft mit Père Joseph
Zu dieser Zeit freundete sich Richelieu mit dem Kapuziner Père Joseph an, der zu einem seiner engsten Vertrauten wurde. Père Joseph erhielt wegen der grauen Farbe seines Habits und seiner Nähe zum Kardinal, den er mit Eminenz (éminence) anredete, den Spitznamen „Die Graue Eminenz“ (l’Éminence grise). Da Père Joseph umfassende politische und militärstrategische Kenntnisse und Ambitionen hatte, wurde er von Richelieu zur Vertretung der Interessen Frankreichs auch für diplomatische Verhandlungen, Erkundigungen und Beratungen bei Feinden (z. B. bei Reichstagen in Regensburg) und Verbündeten im Ausland eingesetzt.
Richelieu entwickelte politische Interessen anlässlich der Beratungen in Loudun zur Beilegung eines Adelsaufstands, bei denen Père Joseph als Vertrauter der Königin-Mutter Maria de’ Medici und des päpstlichen Gesandten fungierte.
Von großer Bedeutung wurde Père Joseph für Richelieu und Frankreich, als es ihm in einem langen Gespräch gelang, den Kardinal nach dessen geistigem und körperlichem Zusammenbruch angesichts des drohenden Angriffs kaiserlicher Truppen auf das ungeschützte Paris von seinen Schreckensvorstellungen zu befreien und ihn wieder so zu beruhigen, dass es ihm gelang, ein Volksheer zum Schutz von Paris aufzustellen.

### Repräsentant des Klerus und Diplomat
An der Generalständeversammlung von 1614 repräsentierte er den Klerus von Poitou. Maria de’ Medici, Königinmutter und Regentin für ihren Sohn Ludwig XIII., holte ihn 1616 an den Königshof. Im selben Jahr wurde er Staatssekretär für Außenpolitik und Krieg. Der König ließ 1617 den ersten Minister Concino Concini ermorden und schickte seine Mutter ins Exil. Richelieu verlor sein Amt und wurde nach Avignon verbannt. 1619 holte ihn der König zurück an den Hof, um mit seiner Mutter zu verhandeln, die zwischenzeitlich mit ihrem zweiten Sohn Gaston d’Orléans eine Revolte angeführt hatte, Richelieu gelang die Aussöhnung.
1622 wurde er zum Kardinal ernannt, ab 1627 war er Koadjutor und ab 1635 Abt von Cluny und Cîteaux sowie Prémontré.

## Politisches Wirken

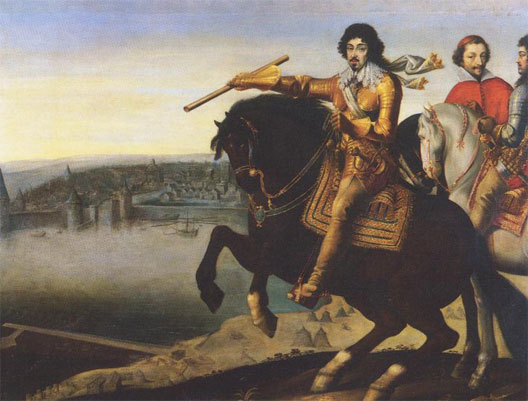
Ludwig XIII. mit Richelieu

Am 15. Dezember 1621 starb der erste Minister und Favorit Ludwigs, Charles de Luynes. Der König schaffte das Amt des Favoriten und des Connétable ab.
Am 3. November 1622 wurde Richelieu auf Betreiben von Maria de’ Medici durch Papst Gregor XV. zum Kardinal ernannt. Ab dem 29. April 1624 gehörte er als Königsberater dem Staatsrat an und wurde am 13. August 1624 Premierminister.
1629 wurde er Generalleutnant des Königreichs. Er reformierte die Verwaltung, entmachtete den Amtsadel (siehe Journée des Dupes), ließ Père Joseph eine Geheimpolizei aufbauen, und bekämpfte die Hugenotten. Er favorisierte Théophraste Renaudot, der ab dem 12. Mai 1631 die wöchentlich erscheinende Zeitung La Gazette herausgab. In ihr erschienen neben Nachrichten vom Hofe, Gesetzen und Edikten auch Ordonnanzen und Berichte des Königs sowie Richelieus, die auf die öffentliche Meinung der Militärs, Hofkleriker, Gelehrten und Beamten einwirkten.
Weitere Günstlinge waren der Abt von Saint-Germain-des-Prés Mathieu de Morgues, der Kanoniker der Kirche St-Germain-l’Auxerrois François Dorval-Langlois de Fancan, Paul Hay du Châtelet, einer der Gründer der Académie française, Jean Sirmond, die vom Calvinismus zum Katholizismus konvertierten Jacques Pelltier und Jérémie Ferrier und die Historiker Pierre Dupuy und Théodore Godefroy.
Kolonialpolitisch sorgte Richelieu dafür, dass die Staatsfinanzen ab 1627 entlastet wurden, ohne die Kolonisierung Nordamerikas aufzugeben. Eine private Handelsgesellschaft, die Compagnie de la Nouvelle France warb Siedler an und erhielt das Handelsmonopol zwischen Florida und den arktischen Gebieten Kanadas. 1640 wurde das französische Feudalsystem auf Nordamerika übertragen und es entstanden ausgedehnte Grundherrschaften. Die Gesellschaft wurde 1663 aufgelöst, als die Hugenottenkriege Kanada erreichten und das Land eine Kolonie wurde.

### Die Stadt Richelieu
Auf Anordnung Richelieus wurde ab 1631 die nach ihm benannte Stadt Richelieu erbaut.

## Kampf gegen die Hugenotten

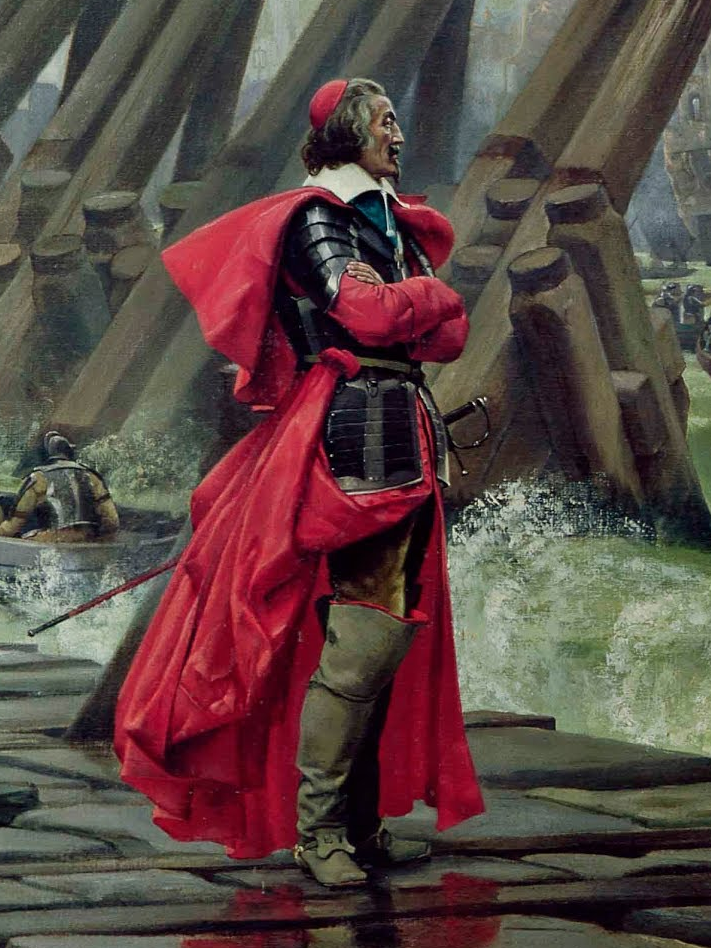
Henri-Paul Motte: Kardinal Richelieu bei der Belagerung von La Rochelle, Ausschnitt aus einem Gemälde von 1881

Die Hugenotten bildeten im Frankreich Ludwigs XIII. beinahe so etwas wie einen „Staat im Staate“. Durch die Garantien des Edikts von Nantes verfügten sie über Städte und Befestigungsanlagen unter eigener Verwaltung (Places de sûreté) und über erhebliche Subsidien ihres natürlichen Verbündeten England.
Nach der Ermordung Heinrichs IV. kam es wiederholt zu Unruhen und militärischen Auseinandersetzungen. Nach dem Fall von La Rochelle nach über einjähriger Belagerung im Jahre 1628 beließ Richelieu den Hugenotten im Gnadenedikt von Alès von 1629 zwar ihre Kultfreiheit, nahm ihnen jedoch ihre militärischen Privilegien.

## Rolle im Dreißigjährigen Krieg

### 1618 – 1635

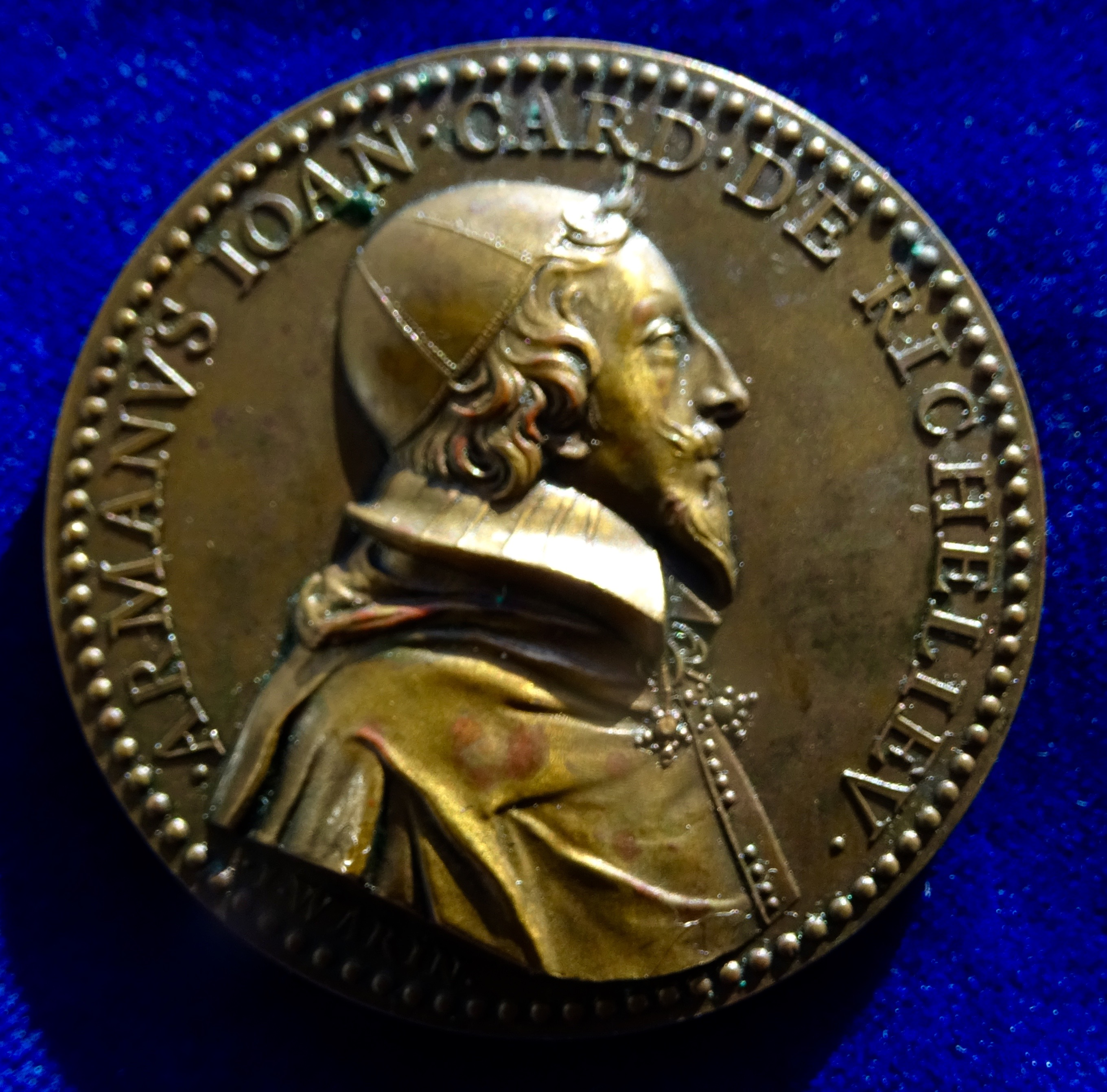
Kardinal Richelieu auf einer Bronzemedaille 1631 von Warin. Vorderseite.

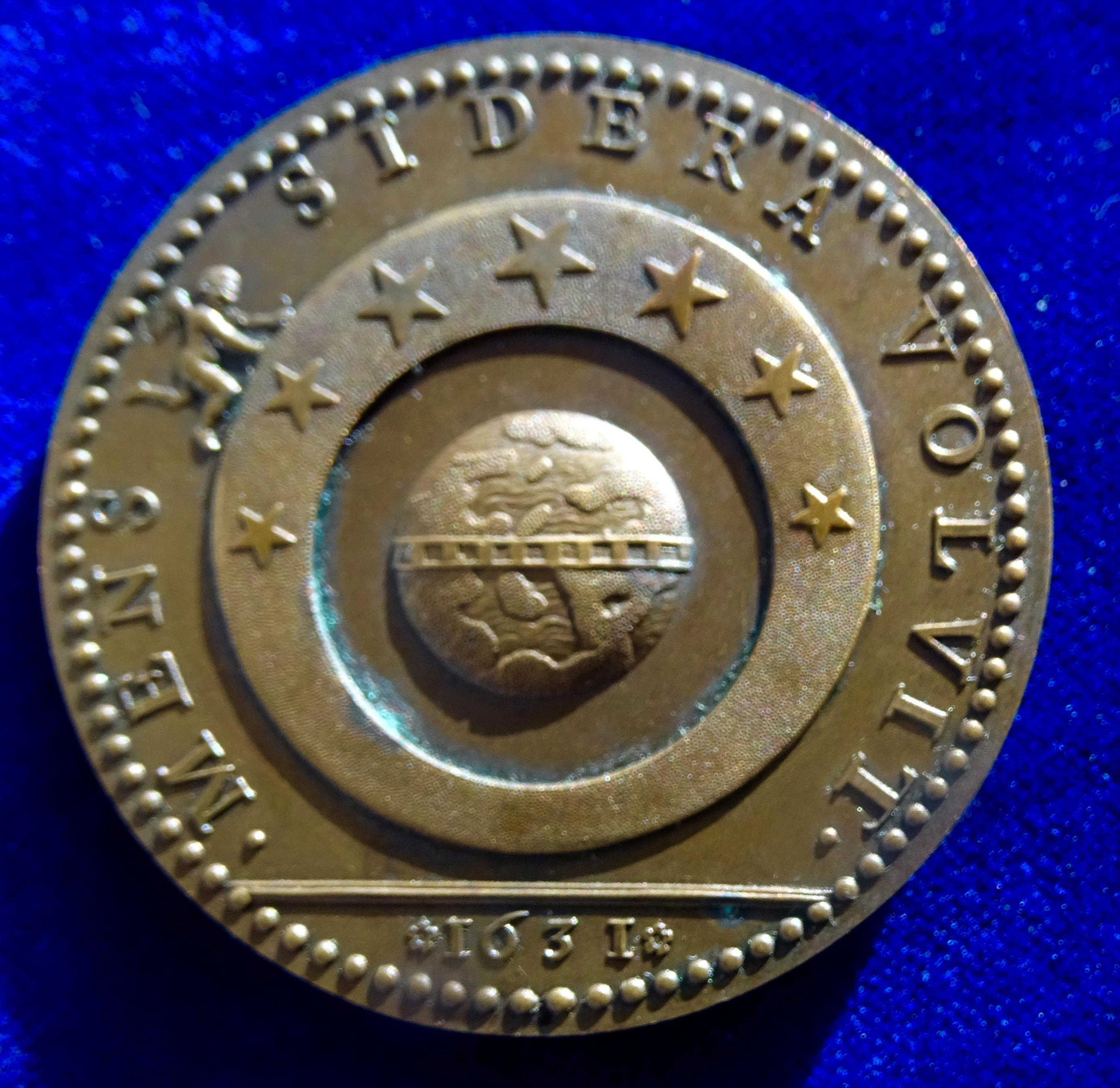
Kardinal Richelieu, Bronzemedaille 1631 von Warin. Rückseite.

Um die spanische Vormachtstellung in Europa zu brechen, nutzte Richelieu das kostspielige Engagement der spanischen Monarchie im Dreißigjährigen Krieg (1618–1648) und ihren jahrzehntelangen Kampf im Achtzigjährigen Krieg – nach 12-jährigem Waffenstillstand 1621 wieder begonnen – gegen die Vereinigten Niederlande, die von Spanien abgefallenen Provinzen in den nördlichen Niederlanden. Dabei plante Richelieu zunächst – noch unter der Leitung von La Vieuville (Sommer 1624) –, sich des Söldnerführers Ernst von Mansfeld zu bedienen (Vereinbarungen von Saint-Germain-en-Laye, September 1624). Mit den Generalstaaten der Vereinigten Niederlande war gerade ein Subsidien-Bündnis zustande gekommen (Vertrag von Compiègne, Juni 1624), dem sich kurz darauf auch König Jakob I. (Stuart) von England und Schottland angeschlossen hatte. Auf diese Weise verknüpfte Richelieu die Liga von Lyon (Februar 1623, erneuert 1624), ein Bündnis katholischer Mächte (Frankreich, Venedig, Savoyen), mit den genannten evangelischen Mächten (Niederlande, England) gegen die Mitglieder und Verbündeten des Hauses Habsburg der österreichischen, vor allem aber der spanischen Linie. Von ihnen sah er Frankreich von Norden, Osten und Süden eingekreist und bedroht. Zugleich setzte Richelieu die diplomatischen Bestrebungen fort, Bayern (und damit die Katholische Liga) vom habsburgischen Kaiser zu trennen, und unterstützte die protestantischen Fürstentümer an der Ostgrenze von Frankreich, um die Kräfte der Habsburger im Krieg gegen diese Fürstentümer zu binden. Deshalb sicherte er im Vertrag von Bärwalde (1631) dem schwedischen König Gustav II. Adolf eine Unterstützung von 1 Million Livres (Pfund) pro Jahr zur Kriegsführung zu. Das ermöglichte es dem schwedischen König, mit seinen Truppen bis nach Süddeutschland vorzudringen.

### 1635 – 1638
Nach dem Tod des Schwedenkönigs und nach der totalen Niederlage der schwedischen Truppen in der Schlacht bei Nördlingen sah sich Richelieu 1635 gezwungen, das katholische Frankreich unter Führung eines katholischen Bischofs mit eigenen Truppen an der Seite des protestantischen Schweden in den Krieg gegen den katholischen Habsburger zu führen. Am 19. Mai 1635 erfolgte die Kriegserklärung an Spanien. Da Frankreich zu dieser Zeit militärisch schwach war und mit Ausnahme von Turenne und La Valette keine kriegserfahrenen Heerführer hatte, schloss Richelieu am 27. Oktober 1635 mit Bernhard von Sachsen-Weimar, dem erfahrenen schwedischen Heerführer, den Vertrag von Saint-Germain-en-Laye. Im Vertrag verpflichtete sich Frankreich, Bernhard für die Dauer des Krieges 4 Millionen Livres jährliche Subsidiengelder zur Finanzierung eines Heeres zur Verfügung zu stellen. Das Geld war gut angelegt, denn das Heer der Weimarer, das im Folgejahr 1636 im Elsass und der Franche-Comté erfolgreich gegen das kaiserliche Reichsheer unter dem erfahrenen Feldherren Matthias Gallas agierte, trug mit dazu bei, dass Gallas nicht ins Innere Frankreichs vordrang oder den zunächst erfolgreichen Angriff durch spanische, kaiserliche und bayerische Truppen im Norden Frankreichs unterstützen konnte. Bernhard hatte eine große Schlacht vermieden und stattdessen mit der Taktik des Hinhaltens, Ausweichens, Aushungerns und mit unerwarteten Angriffen das kaiserliche Heer so zermürbt, dass es durch Seuchen und Mangel an Nahrungsmitteln dezimiert wurde und nicht mehr einsatzfähig war.
Trotzdem ergab sich im Norden eine gefährliche Lage, nachdem die französische Grenzfestung Corbie, nur ca. 100 km nördlich von Paris, am 7. August 1636 von spanischen Truppen erobert worden war. Ein Vorstoß von bayerischer Kavallerie hatte sogar die nur 30 km entfernte Stadt Pontoise erreicht. Für Kardinal Richelieu begannen seine dunkelsten Tage, denn er wurde von der Pariser Bevölkerung als der Schuldige für die Lage bezeichnet. Er hatte doch – nach Meinung des Volkes – die Mauern der Stadt Paris durch Teilabbrüche geschwächt und die Staatskasse geplündert, um sein Palais erbauen zu lassen. Als Richelieu von den Volksmassen auf den Straßen als Ungeheuer im Kardinalspurpur bezeichnet wurde und Todesdrohungen gegen ihn aufkamen, verfiel Richelieu in einen Stupor, eine Art von Unzurechnungsfähigkeit mit Weinkrämpfen, gab widersprüchliche Befehle und hatte Tobsuchtanfälle. Aus diesem Zustand konnten ihn nur lange Gespräche mit seinem Beichtvater, dem Kapuziner Père Joseph befreien. Père Joseph hatte schon seit Beginn von Richelieus Herrschaft großen politischen Einfluss auf ihn und wurde sogar als sein politischer Gesandter bei den Gegnern eingesetzt. Nach den Gesprächen und nach militärischen Analysen von Père Joseph war Richelieu dann jedoch wie ausgewechselt. Mit Unterstützung von König Ludwig XIII. brachte es Richelieu innerhalb weniger Tage fertig, durch Anwerbungen und durch Freiwillige ein Volksheer von 15.000 bis 20.000 Mann aufzustellen. Mit Hilfe dieser Freiwilligenverbände konnten die regulären französischen Regimenter die von den Spaniern besetzte Festung Corbie erfolgreich belagern und im November 1636 zurückerobern. Die feindlichen Heere wurden ab August 1636 abgezogen, auch weil im Reichsgebiet das schwedische Heer nach der gewonnenen Schlacht bei Wittstock auf dem Vormarsch war.

### Nach 1638
1640, gegen Ende des Dreißigjährigen Krieges, versuchte Richelieu, die iberische Linie der Habsburger durch einen Angriff auf die Stadt Perpignan zu schwächen. Aus diesem Grund unterstützte er auch Rebellen in Katalonien und in Portugal, die sich gegen die Zentralmacht in Madrid auflehnten, indem er dort Geld, Waffen und eigene Soldaten bereitstellte. Die Frau des Königs Ludwig XIII., Anna von Österreich, war über diese Strategie sehr bestürzt.
Der gesundheitlich bereits sehr angeschlagene Kardinal arbeitete ab 1642 für jene Vermittler, welche Frankreich bei den Friedensverhandlungen dereinst vertreten sollten. Seine Vision war ein neu geordnetes Europa unter der Hegemonie der französischen Krone anstelle der habsburgischen Universalmonarchie.

## Verschwörungen gegen Richelieu
In der Wahl seiner Methoden folgte Richelieu dem Grundsatz „Der Zweck heiligt die Mittel“. Politische Gegner wurden rücksichtslos ausgeschaltet, Bündnisse nach Zweckmäßigkeit eingegangen. Seine Bündnisse mit verschiedenen protestantischen Fürstenhäusern sorgten für Empörung beim Adel und der katholischen Kirche. Seine Politik stieß auf große Widerstände im eigenen Land. Es gab zahlreiche Verschwörungen und Attentate, die er dank seines Spionagenetzes meist rechtzeitig aufdecken konnte.

### Chalais
1626, als er gemeinsam mit der Königinmutter versuchte, den Bruder des Königs, Gaston d’Orleans, in eine Ehe mit Marie de Bourbon-Montpensier zu zwingen, kam es zum ersten hochrangig besetzten Mordkomplott. Einige hohe Adlige, darunter die Herzogin von Chevreuse und ihr Liebhaber, der Comte de Chalais, unterstützten d’Orleans’ Widerstand und planten Richelieus Tod. Das Komplott wurde aufgedeckt, Chalais hingerichtet, Mme. de Chevreuse nach Poitou verbannt. D’Orleans wurde begnadigt, musste aber die ungeliebte Frau heiraten. Damit begann eine lebenslange Feindschaft zwischen dem Bruder des Königs und dem Ersten Minister.

### Montrésor
Zehn Jahre später scheiterte ein weiteres Mordkomplott. Daran beteiligt waren unter anderem der Graf von Montrésor, Favorit Gaston d’Orleans’, und der Graf von Soissons, Louis de Bourbon, Feldherr und Parteigänger der Maria de’ Medici. Richelieu sollte 1636 im Feldlager von Amiens, beim Rückzug nach einer Kampagne gegen spanische Truppen in der Picardie, getötet werden. Louis de Bourbon floh daraufhin 1637 nach Sedan und sammelte andere Gleichgesinnte um sich. 1641 kehrte er mit einer habsburgischen Armee nach Frankreich zurück. Er besiegte den französischen Maréchal de Châtillon in der Schlacht von La Marfée am 6. Juli 1641, starb aber im Augenblick des Triumphes unter ungeklärten Umständen.

### Cinq-Mars

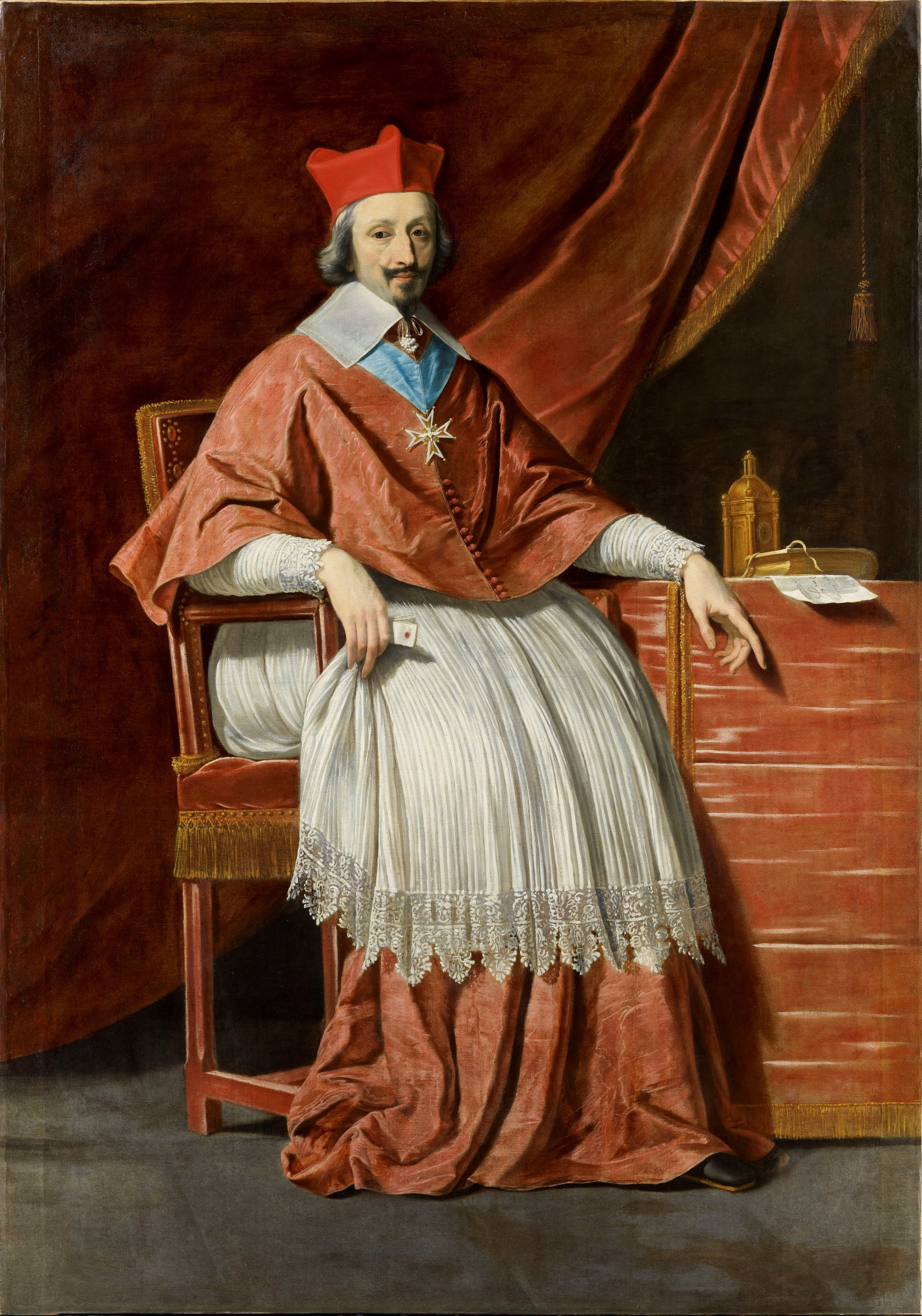
Philippe de Champaigne: Kardinal Richelieu (1636)

Die letzte Verschwörung gegen Richelieu ging 1642 vom königlichen Favoriten, dem Marquis de Cinq-Mars, aus, und wurde nach ihm Cinq-Mars-Verschwörung genannt. Der Marquis war der Sohn eines engen Freundes von Richelieu und ursprünglich sein Protegé. Richelieu brachte ihn an den Hof, in der Hoffnung, seinen Einfluss auf Ludwig durch den jungen Mann verstärken zu können. Cinq-Mars gewann auch wirklich die Gunst des Königs, wurde sein Favorit und mit Ämtern überschüttet, entwickelte aber eigenen politischen Ehrgeiz. Richelieu versuchte, den Einfluss von Cinq-Mars zu beschneiden, worauf jener mit anderen Aufständischen, darunter wieder d’Orleans, plante, den Spaniern die Grenzen zu öffnen, um Richelieu zu stürzen. Ein Geheimvertrag über spanische Unterstützung für die Rebellion fiel Richelieu in die Hände, so dass er Cinq-Mars den Prozess machen konnte. Cinq-Mars wurde am 12. September 1642 in Lyon hingerichtet.

### Aufbau einer militärischen Leibwache

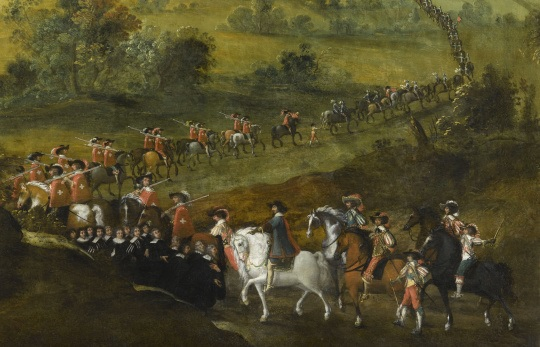
Gardisten Kardinal Richelieus mit roten Kasacks bei der Kapitulation von Montauban 1629, Detail eines Gemälde aus der Schlachtengalerie des Château de Richelieu (Mitte der 1630er Jahre bis 1640)

Nach der Verschwörung von 1626 gewährte Ludwig XIII. seinem Ersten Minister noch im selben Jahr eine eigene persönliche Garde, die im Laufe weniger Jahre auf einen Sollstand von 400 Mann anschwoll – die Offiziere nicht mitgezählt.
Bewilligt wurden zunächst 50 Musketiere zu Pferd, zuzüglich einer kleineren, nicht genannten Zahl an Offizieren, die der Kardinal auf eigene Kosten unterhielt. Diese Kompanie wurde jedoch nicht als Musketiere bezeichnet, sondern schlicht als „Garden“ (des gardes) bzw. „Garde seiner Eminenz zu Pferd“ (la garde à cheval de Son Eminence).
Im Laufe des Jahres 1631 erlaubte der König seinem obersten Ratgeber die Erweiterung seiner Wache. Die überwiegend aus Edelleuten gebildete, unbefristet dienende Garde zu Pferd umfasste jetzt 120 Mann Chevaulegers, außerdem wurde eine 100 Mann zählende Kompanie Gendarmen erlaubt. 1634 kam eine zunächst 100 Mann, dann 200 Mann zählende Kompanie Musketiere zu Fuß hinzu. Die „Musketiere der Garde seiner Eminenz“ waren nicht-adeliger Herkunft. Sie wurden nach Möglichkeit aus dem Régiment des Gardes françaises rekrutiert und dienten mindestens auf drei Jahre. Die einfachen Garden zu Pferd wurden wie Fähnriche der Armee besoldet, die Musketiere der Garde zu Fuß wie Sergeanten.
Die engste Leibwache stellten die „Garden“ bzw. Chevaulegers: Jeweils 60 Mann logierten im Kardinalspalais und stellten dort die inneren Wachen – diskret mit einer unter dem Kasack versteckten Pistole bewaffnet, die Musketen für den Alarmfall im Wachsaal deponiert. Verließ der Kardinal das Palais, stellten die Garden zu Pferd die engste Eskorte. Die Bewachung der äußeren Tore oblag den Musketieren zu Fuß.
Die Gendarmen versahen keinen Wachdienst, sondern scheinen rasch in die französische Armee eingereiht worden zu sein, ebenso ein von Richelieu 1635 aufgestelltes Dragonerregiment, das spätere Régiment du Roi cavalerie mit 500 Mann sowie ein 1800 Köpfe zählendes Regiment zu Fuß. In militärischen Notlagen entsandte der Erste Minister aber auch seine persönliche Eskorte ins Feld. Die Garden eingerechnet, standen zuletzt insgesamt 2700 Mann im Sold des Kardinals.
Mit Richelieus Tod 1642 wurden die „Garden“ und „Musketiere der Garde seiner Eminenz“ aufgelöst: Die Angehörigen wurden entweder in die königliche Garde übernommen oder pensioniert.
Die Garde zu Pferd war weithin erkennbar an ihrem roten, weiß (oder gelb?) eingefassten Kasack (casaque) mit je einem schmucklosen gleichschenkligen weißen Kreuz auf Brust, Rücken und den beiden Seitenteilen. Die Musketiere zu Fuß sowie die übrigen von ihm aufgestellten Formationen verfügten zeittypisch über keine einheitliche Bekleidung.

## Förderer der Künste

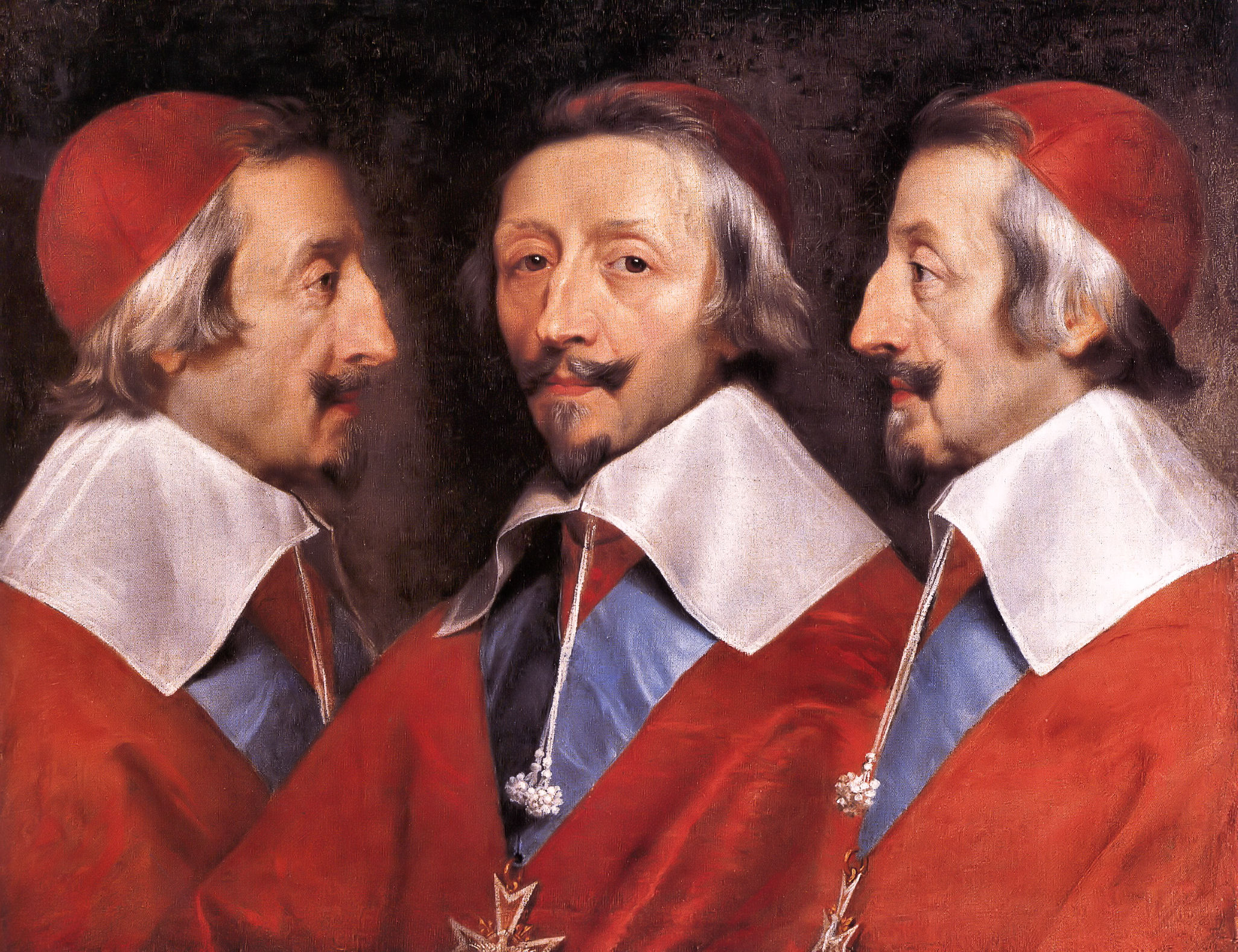
Philippe de Champaigne – Kardinal de Richelieu (1637)

Richelieu war ein vielseitig interessierter Mann, der neben seinen Staatsgeschäften auch ein großes Interesse an der Kunst besaß und mit seinem im Amt erworbenen Wohlstand zahlreiche Künstler förderte.
So besoldete er den Architekten Jacques Le Mercier, der bei der Erweiterung des Louvre seine Aufmerksamkeit erregt hatte. Le Mercier entwarf in seinem Auftrag die Kapelle der Sorbonne, in der Richelieu gemäß seinem letzten Willen beigesetzt wurde, und den Kardinalspalast, das spätere Palais Royal in Paris. Das Palais beherbergte neben der Kunstsammlung des Kardinals auch ein Theater, das seinerzeit die modernste und schönste Bühne in Paris war. Es wurde 1641 mit einer Aufführung von Jean Desmarets Mirame eröffnet.
Die Dekoration des Palais Royal übertrug er dem ersten Hofmaler von Ludwig XIII., Simon Vouet. Ebenfalls zu seinen Schützlingen zählte der junge Philippe de Champaigne. Das Bild rechts ist ein Ausschnitt aus einem Dreifach-Portrait, das Champaigne ca. 1640 anfertigte. Es ist heute in der National Gallery in London ausgestellt.
Das größte künstlerische Interesse des Kardinals galt aber der Literatur. So griff er die Idee einer Gesellschaft zur Pflege der französischen Sprache und Kultur auf und machte bereits 1635 aus dem informellen Zirkel um Valentin Conrart, der sich seit 1630 dieser Aufgabe widmete, eine offizielle Einrichtung, die Académie Française. Er protegierte zahlreiche junge Dramatiker, darunter auch den hochbegabten, jungen Pierre Corneille. Im Streit um Corneilles gefeierte Tragikomödie „Le Cid“, deren Triumph zahlreiche Neider auf den Plan rief, stellte er sich allerdings gegen seinen Protegé. In seinem Auftrag erstellte die Académie Française ein Gutachten, welches negativ ausfiel und Richelieu zum Vorwand diente, weitere öffentliche Aufführungen des Stückes zu untersagen. Seine Motive hierfür sind unklar – Neid mag eine Rolle gespielt haben, ebenso wie der Umstand, dass die Moral im Cid für seine Bemühungen zur Eindämmung von Duellen nicht förderlich war.

## Tod
Richelieu starb am 4. Dezember 1642. Seit frühester Jugend von höchst anfälliger Gesundheit, hatte er sich sein Leben lang nicht geschont. Noch kurz vor seinem Tod fasste er die Prinzipien seiner Politik in einer umfangreichen Denkschrift zusammen, die er als Politisches Testament für seinen König bestimmte. Seit dem 18. November auf dem Sterbebett liegend, ordnete er seinen politischen Nachlass und konferierte noch zwei Tage vor seinem Tod mit dem König, schon vom Tod gezeichnet. Es wird behauptet, er habe dem König Mazarin als seinen Nachfolger empfohlen; das ist jedoch nicht zu beweisen. Richelieu wurde auf seinen Wunsch hin in der Kapelle der Sorbonne begraben.
Bei seinem Tod war Richelieu im Besitz von 20 Millionen Livre, was ihn zu einem der reichsten Menschen in Europa machte.

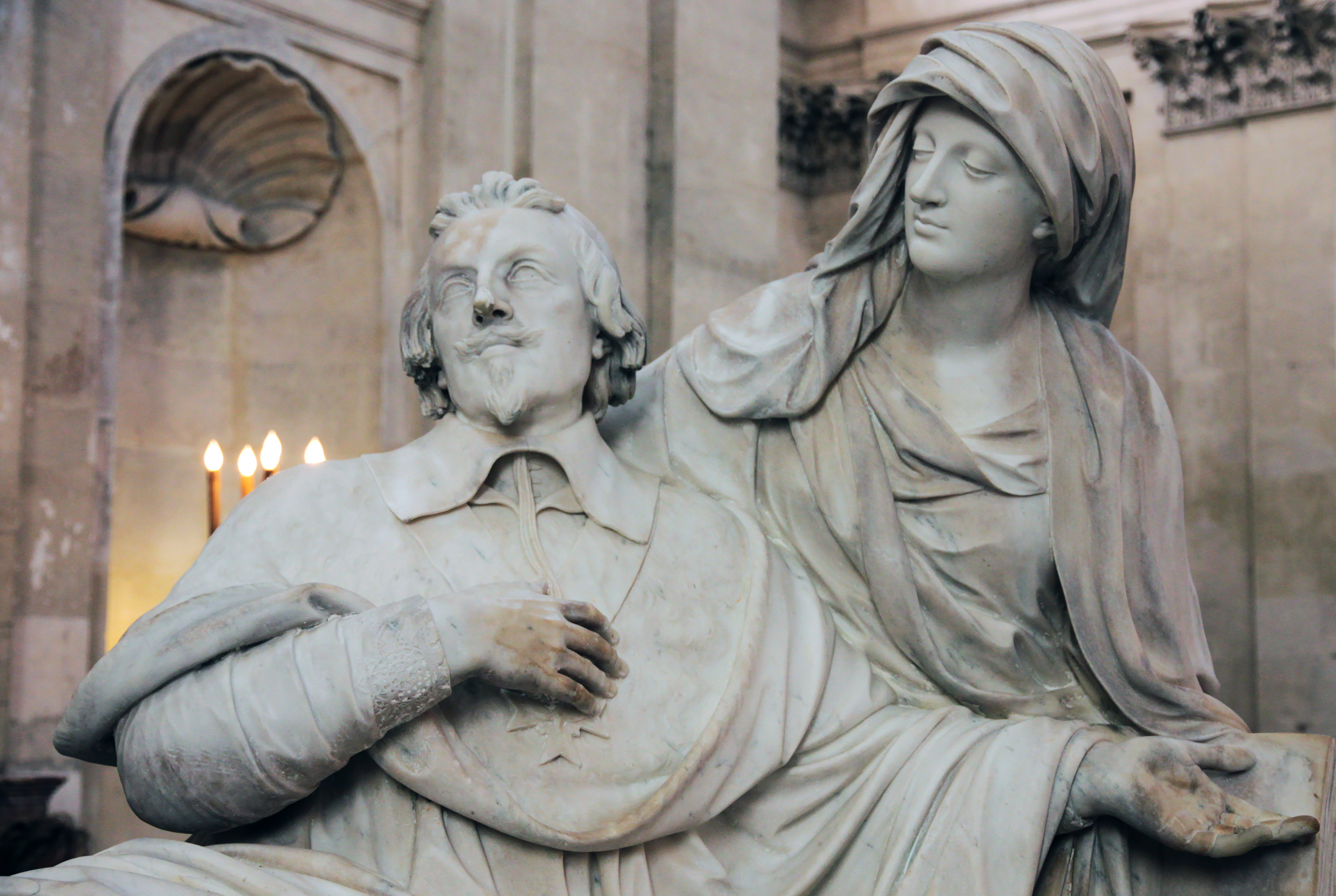
François Girardon: Statuen am Grab des Kardinals in der Chapelle de la Sorbonne in Paris (1642)

Nach ihm wurde 1939 das Schlachtschiff Richelieu sowie die Richelieu-Schiffsklasse benannt.
Auszug aus dem politischen Testament Richelieus

„Die natürliche Einsicht läßt jeden erkennen, dass, da der Mensch vernunftbegabt geschaffen ist, er alles nur aus der Vernunft heraus tun darf, denn sonst würde er gegen seine Natur handeln und folglich gegen die Grundlage seines eigenen Wesens […] Wenn der Mensch in hervorragender Weise vernunftbegabt ist, so muß er in hervorragender Weise auch die Vernunft regieren lassen. Das aber erfordert nicht nur, dass er nichts ohne sie tut, sondern es verpflichtet ihn noch zu mehr, nämlich dass alle, die unter seiner Herrschaft stehen, sie verehren und ihr gläubig folgen. […] Die Praxis dieser Regel ist umso leichter, als die Liebe das mächtigste Motiv ist, das zum Gehorsam verpflichtet, und als es unmöglich ist, dass die Untertanen einen Fürsten nicht lieben, wenn sie wissen, dass die Vernunft Führerin ist. Die Autorität zwingt, aber die Vernunft überzeugt zum Gehorsam, und es ist viel richtiger, die Menschen durch Mittel dazu zu führen, die unmerklich ihren Willen gewinnen, als durch solche, die sich oft erst durch Zwang zum Handeln bewegen.“

„Die öffentlichen Interessen müssen das einzige Ziel des Fürsten und seiner Minister sein, oder sie beide müssen sich wenigstens so angelegen sein lassen, dass sie sich allen Sonderinteressen vorziehen. Es ist unmöglich, das Gute zu begreifen, das ein Fürst und die, deren er sich bei seinen Angelegenheiten bedient, tun können, wenn sie gewissenhaft diesem Grundsatz folgen, und man kann sich nicht das Übel vorstellen, das einem Staate zustößt, wenn man die Sonderinteressen den öffentlichen vorzieht, und wenn die letzteren durch die ersteren bestimmt werden.“

## Die Diamantnadelnaffäre
Der Name Richelieus ist vielen aus dem Roman Die drei Musketiere von Alexandre Dumas d. Ä. bekannt. Dort ist der Kardinal der finstere Gegenspieler der Helden, der dem englischen Staatsmann Buckingham die Liebe Annas von Österreich (der Königin) neidet. Anna begeht den Fehler, dem Herzog von Buckingham bei einem geheimen Stelldichein ein Liebespfand zu geben, ein Kästchen mit zwölf Diamantnadeln, das sie selbst als Geschenk vom König erhalten hatte. Als Richelieu davon erfährt, lässt er Buckingham zwei dieser Nadeln durch eine Agentin stehlen. Dann bewegt er den König dazu, die Königin zu einem Ball zu bitten, wo sie ebendiese Diamantnadeln tragen soll. D’Artagnan muss mit Hilfe seiner Freunde die Nadeln noch vor dem Ball aus England zurückholen, damit Richelieu die Königin nicht öffentlich bloßstellen kann.
Das Grundthema dieser Handlung, die Diamantnadelnaffäre, findet sich allerdings nicht erst bei Dumas. Schon der Dichter La Rochefoucauld berichtet diese Episode in seinen Memoiren. La Rochefoucauld war sowohl ein enger Vertrauter der Königin und Herausgeber ihrer Memoiren als auch der Geliebte ihrer langjährigen Busenfreundin, der Madame de Chevreuse. Daher ist es durchaus denkbar, dass sich die Affäre tatsächlich zugetragen hat.

## Rezeption

### Belletristik in Auswahl
- Tanja Kinkel: Die Schatten von La Rochelle. München 1996, ISBN 3-7645-0112-X (historischer Roman)

### Verfilmungen
- Die drei Musketiere (1921). Gespielt von Nigel De Brulier
- Cardinal Richelieu (1935). Gespielt von George Arliss
- Die drei Musketiere (1948). Gespielt von Vincent Price
- Die drei Musketiere (1961). Gespielt von Daniel Sorano
- Die drei Musketiere (1973). Gespielt von Charlton Heston
- Fernsehserie Richelieu (1977). Gespielt von Pierre Vernier
- Die drei Musketiere (1993). Gespielt von Tim Curry
- Die drei Musketiere (2011). Gespielt von Christoph Waltz
- Fernsehserie Die Musketiere (2014). Gespielt von Peter Capaldi